# Marc Degryse
Marc Gabriel Degryse (Roeselare, 4 september 1965) is een voormalig Belgisch voetballer. Hij speelde van 1983 tot 2002 als aanvallende middenvelder of als schaduwspits. Sinds 2008 is hij werkzaam als voetbalanalist, sinds 2019 op VTM en Play Sports.

## Carrière

### Club Brugge
Degryse begon bij de amateurs van VC Ardooie en maakte als 15-jarige de overstap naar de jeugdreeksen van Club Brugge. In 1983 maakte hij zijn debuut in het eerste elftal van blauw-zwart. Trainer Georg Kessler liet de aanvaller op 25 september invallen tegen KV Kortrijk. Degryse verving in die wedstrijd ploegmaat Luc Beyens.
De 18-jarige Degryse speelde voornamelijk als aanvaller. Hij speelde regelmatig en was goed voor 9 doelpunten in zijn eerste seizoen. In de loop der jaren groeide hij uit tot een vaste waarde. Gedurende de jaren 80 was hij samen met aanvoerder Jan Ceulemans en Franky Van der Elst een van de sterkhouders bij blauw-zwart.
Pas in 1986 veroverde hij met Club Brugge een trofee. Onder trainer Henk Houwaart won Club dat jaar de Beker van België. Twee jaar later leidde de Nederlandse coach het team naar de landstitel. Degryse zelf werd toen voor de eerste maal uitgeroepen tot Profvoetballer van het Jaar. Hij had het naar zijn zin in Brugge, maar kreeg in die dagen soms de kritiek dat hij te vaak van het uitgaansleven genoot. Een transfer drong zich aan en verscheidene clubs zoals onder meer PSV Eindhoven en Juventus toonden interesse.

### RSC Anderlecht
Ook Aad de Mos had als trainer van het toen erg succesvolle KV Mechelen naar Degryse geïnformeerd. Maar de Nederlander stapte in de zomer van 1989 over naar RSC Anderlecht. De club uit Brussel legde 90 miljoen BEF (zo'n €2,25 miljoen) op tafel voor Degryse. De Mos vormde hem om tot een aanvallend ingestelde middenvelder. Het eerste seizoen had Degryse echter tijd nodig om zich aan te passen. Club Brugge werd kampioen, maar RSC Anderlecht won wel de Beker en bereikte bovendien de Finale van Europacup II in 1990. In die finale verloor Anderlecht na verlengingen van Sampdoria. Degryse zelf flirtte in die periode even met een overstap naar AC Parma, dat toen ook zijn ploegmaat Georges Grün naar Italië haalde.
Maar Degryse bleef en werd begin jaren 90 samen met onder meer Luc Nilis en Luis Oliveira een van de smaakmakers bij paars-wit. In 1991 resulteerde dat in het veroveren van de landstitel. De technisch sterke Degryse won enkele maanden later ook de Gouden Schoen.
In 1992 mocht de Mos zijn koffers pakken en werd ex-Anderlechtspeler Luka Peruzović gedurende enkele maanden de nieuwe trainer. Hij werd ondanks goede resultaten aan de deur gezet en vervangen door Johan Boskamp. Vanaf dan werd Degryse de echte leider op het veld. Boskamp verwees naar hem als 'de kleine' en promoveerde hem tot aanvoerder. RSC Anderlecht speelde toen drie jaar op rij kampioen en won in 1994 zelfs de dubbel. In 1995 verliet zowel Degryse als Boskamp het Astridpark.

### Buitenland
In de zomer van 1995 betaalde Sheffield Wednesday 70 miljoen BEF (zo'n €1,75 miljoen) aan Anderlecht voor Degryse. De middenvelder debuteerde in de Premier League en werd een titularis bij de Engelse club. Onder de leiding van de manager David Pleat stuurde Degryse de aanval die bestond uit Mark Bright en clubtopschutter David Hirst. Sheffield Wednesday speelde te verdedigend, waardoor Degryse zich offensief weinig kon uitleven. Degryse had een contract getekend voor drie seizoenen, maar verhuisde in 1996 naar PSV.
Bij PSV werd Degryse verenigd met landgenoten Luc Nilis en Gilles De Bilde. Trainer Dick Advocaat deed in zijn eerste seizoen regelmatig een beroep op de middenvelder. De club werd dat jaar ook kampioen. Een seizoen later kwam de 32-jarige Degryse nog amper aan spelen toe. Op het einde van het seizoen keerde hij terug naar België.

### Terugkeer naar België
Na een afwezigheid van drie seizoenen keerde Degryse terug naar Eerste Klasse. Hij tekende een contract bij KAA Gent. Op dat ogenblik was de Noor Trond Sollied coach van de Buffalo's. Degryse toonde opnieuw zijn kwaliteiten, maar bleef slechts één seizoen in Gent.
Degryse stapte in 1999 over naar de nieuwe fusieclub Germinal Beerschot, waar zijn ex-ploegmaat Franky Van der Elst trainer was. Degryse werd in Antwerpen de draaischijf van het elftal. Hij toonde nog regelmatig zijn techniek en werd in 2000 voor de vierde en laatste keer uitgeroepen tot Profvoetballer van het Jaar.
In 2002 nam een geëmotioneerde Degryse afscheid van het voetbal. De 37-jarige middenvelder zette een punt achter 19 jaar profvoetbal.

## Nationale ploeg
Op 5 september 1984 maakte hij zijn debuut voor België in een vriendschappelijke wedstrijd tegen Argentinië. Een dag eerder was hij 19 jaar geworden. Het was bondscoach Guy Thys die hem toen in de nationale ploeg opnam. Vanaf dan werd Degryse een vaste waarde bij de Rode Duivels.
In 1990 nam Thys hem mee naar het Wereldkampioenschap in Italië. De Rode Duivels werden uitgeschakeld in de 1/8 finales. Degryse scoorde op dat toernooi in de met 2-0 gewonnen wedstrijd tegen Zuid-Korea.
Vier jaar later streed hij met Enzo Scifo om de positie van centrale middenvelder. Toenmalig bondscoach Paul Van Himst, die in de jaren 80 Scifo ontdekt had, maakte van Scifo de spelverdeler en van Degryse de schaduwspits. In de aanloop naar het WK 1994 won België met 9-0 van Zambia. Degryse scoorde in die partij een hattrick. De Rode Duivels trokken naar het WK 1994 in de Verenigde Staten en moesten het in de eerste wedstrijd opnemen tegen Marokko. De Belgen wonnen met 1-0 na een goal van Degryse. De Rode Duivels werden uiteindelijk in de tweede ronde uitgeschakeld door Duitsland.
Op 14 december 1996 speelde hij zijn laatste interland. Thuis werd van Oranje verloren met 0-3. In totaal speelde Degryse 63 interlands, waarin hij 23 maal het doel vond.

## Technisch directeur en voetbalanalist
In de zomer van 2003 ging Degryse aan de slag als sportleider bij Club Brugge, waar hij na een inloopperiode van een jaar de eindverandwoordelijkheid kreeg voor de transfers van Brugge. In deze functie was hij echter minder succesvol dan in zijn spelerscarrière: na het ontslag van boegbeeld en vriend Jan Ceulemans daalde de populariteit van Degryse in Brugge zienderogen. Dit werd nog in de hand gewerkt door de vele mislukte inkomende transfers van Degryse zoals Grégory Dufer, Victor en Joos Valgaeren, en het feit dat hij jong talent van eigen bodem zoals Hans Cornelis, Karel Geraerts, Nicolas Lombaerts en Tom De Sutter voor een peulschil verkocht.
Op zaterdag 27 januari 2007 bood Degryse zijn ontslag aan bij Club Brugge, na een thuisnederlaag tegen KSV Roeselare, dit werd op zondag 28 januari aanvaard op een uitzonderlijke bestuursvergadering waarna ook trainer Emilio Ferrera en hulptrainer Franky Van der Elst de laan werden uitgestuurd.
In 2008 ging Degryse aan de slag bij Sporza als analist bij de live wedstrijden van de Beker van België. Toen Dick Advocaat in 2009 de nieuwe bondscoach van de Rode Duivels werd, was Degryse samen met Marc Wilmots een van de opties om de assistent van Advocaat te worden. Degryse en Advocaat werkten eerder al samen, als respectievelijk speler en trainer, bij PSV. Uiteindelijk koos Advocaat voor Wilmots.
Bij aanvang van het seizoen 2011/12 werd Degryse analist bij Stadion en co-commentator bij Sporting Telenet, in december 2011 werd de samenwerking met Stadion stopgezet. Sindsdien is hij regelmatig te zien als gast in het praatprogramma Extra Time en als analist tijdens Champions Leaguewedstrijden die door 2BE uitgezonden worden.

## Statistieken
| Seizoen         | Club                | Land               | Competitie      | Competitie | Competitie | Beker ¹ | Beker ¹ | Internationaal | Internationaal | Totaal | Totaal |
| Seizoen         | Club                | Land               | Competitie      | Wed.       | Dlp.       | Wed.    | Dlp.    | Wed.           | Dlp.           | Wed.   | Dlp.   |
| --------------- | ------------------- | ------------------ | --------------- | ---------- | ---------- | ------- | ------- | -------------- | -------------- | ------ | ------ |
| 1983/84         | Club Brugge         | Vlag van België    | Eerste Klasse   | 20         | 9          | 2       | 0       | /              | /              | 22     | 9      |
| 1984/85         | Club Brugge         | Vlag van België    | Eerste Klasse   | 34         | 21         | 4       | 0       | 4              | 1              | 42     | 22     |
| 1985/86         | Club Brugge         | Vlag van België    | Eerste Klasse   | 31         | 16         | 8       | 4       | 3              | 0              | 42     | 20     |
| 1986/87         | Club Brugge         | Vlag van België    | Eerste Klasse   | 32         | 15         | 4       | 0       | 2              | 0              | 38     | 15     |
| 1987/88         | Club Brugge         | Vlag van België    | Eerste Klasse   | 34         | 22         | 3       | 2       | 10             | 0              | 47     | 24     |
| 1988/89         | Club Brugge         | Vlag van België    | Eerste Klasse   | 28         | 12         | 5       | 1       | 2              | 0              | 35     | 13     |
| 1989/90         | RSC Anderlecht      | Vlag van België    | Eerste Klasse   | 31         | 18         | 5       | 4       | 9              | 4              | 45     | 26     |
| 1990/91         | RSC Anderlecht      | Vlag van België    | Eerste Klasse   | 32         | 12         | 3       | 2       | 7              | 0              | 42     | 14     |
| 1991/92         | RSC Anderlecht      | Vlag van België    | Eerste Klasse   | 28         | 5          | 2       | 0       | 9              | 4              | 39     | 9      |
| 1992/93         | RSC Anderlecht      | Vlag van België    | Eerste Klasse   | 32         | 11         | 4       | 1       | 5              | 2              | 41     | 14     |
| 1993/94         | RSC Anderlecht      | Vlag van België    | Eerste Klasse   | 19         | 9          | 3       | 2       | 3              | 0              | 25     | 11     |
| 1994/95         | RSC Anderlecht      | Vlag van België    | Eerste Klasse   | 28         | 11         | 5       | 2       | 4              | 0              | 37     | 13     |
| 1995/96         | Sheffield Wednesday | Vlag van Engeland  | Premier League  | 34         | 8          | 4       | 4       | /              | /              | 38     | 12     |
| 1996/97         | PSV                 | Vlag van Nederland | Eredivisie      | 23         | 3          | ?       | 0       | 3              | 0              |        |        |
| 1997/98         | PSV                 | Vlag van Nederland | Eredivisie      | 8          | 1          | ?       | ?       | 2              | 0              |        |        |
| 1998/99         | KAA Gent            | Vlag van België    | Eerste Klasse   | 29         | 10         | ?       | ?       | /              | /              |        |        |
| 1999/00         | Germinal Beerschot  | Vlag van België    | Eerste Klasse   | 31         | 10         | ?       | ?       | /              | /              |        |        |
| 2000/01         | Germinal Beerschot  | Vlag van België    | Eerste Klasse   | 33         | 8          | ?       | ?       | /              | /              |        |        |
| 2001/02         | Germinal Beerschot  | Vlag van België    | Eerste Klasse   | 33         | 8          | ?       | ?       | /              | /              |        |        |
| Carrière totaal | Carrière totaal     | Carrière totaal    | Carrière totaal | 540        | 210        | ?       | ?       | 63             | 11             |        |        |

¹ In het seizoen 1995/96 zijn dit de wedstrijden van de FA Cup en de League Cup.

## Trivia
- Marc Degryse is de schoonbroer van trainer Dennis van Wijk. De twee waren in de jaren 80 ploegmaats bij Club Brugge.
- Hij maakte ook het eerste officiële doelpunt in de Amsterdam Arena

## Erelijst

### Club

#### Club Brugge
- Eerste Klasse: 1987–88
- Beker van België: 1985-86
- SuperCup: 1986
- Brugse Metten: 1984

#### RSC Anderlecht
- Eerste Klasse: 1990–91, 1992–93, 1993–94, 1994–95
- Beker van België: 1993–94
- SuperCup: 1993
- UEFA Beker der Bekerwinnaars: 1989-90 (finalist)

#### PSV
- Eredivisie: 1996–97
- Johan Cruyff Schaal: 1996, 1997
- KNVB Beker: 1997-98 (finalist)

### Individueel
- Man van het Seizoen: 1987-88, 2000-01[3]
- Gouden Schoen: 1991[4]
- Belgisch Profvoetballer van het Jaar: 1987-88, 1989-90, 1994-95, 1999-2000[5]
- Sheffield Wednesday F.C. Player of the Year: 1995-96[6]
- Belgische Fair-Playprijs: 2000-01, 2001-02[5]